# Fred Hansen
Fred Hansen   (Cuero, 29 de gener de 1940) és un atleta estatunidenc, ja retirat, especialista en el salt de perxa, que va competir durant la dècada de 1960.
El 1963 es llicencià a la Universitat Rice i el 1964 va prendre part en els Jocs Olímpics d'Estiu de Tòquio, on va guanyar la medalla d'or en la prova del salt de perxa del programa d'atletisme.
Durant la seva carrera esportiva va millorar el rècord del món de salt de perxa en dues ocasions. El 13 de juny de 1964 va saltar 5,23 metres i el 25 de juliol del mateix any el va millorar, tot saltant els 5,28 metres.
Hansen també va competir en salt de llargada i fou un destacat golfista, esport en què va jugar al campionat amateur dels Estats Units de 1980. El 2016 fou inclòs al Texas Track and Field Coaches Hall of Fame.

## Millors marques
- Salt de perxa. 5,28 metres (1964)[4]
- Salt de llargada. 7,26 metres (1961)[1]